# 교토시 니시쿄고쿠 종합운동공원 야구장
교토시 니시쿄고쿠 종합운동공원 야구장(京都市西京極総合運動公園野球場, 와카사 스타디움 교토)은 1932년 세워진 일본 교토부 교토시 우쿄구의 야구장이다. 교토시가 소유하며 20,000명을 수용한다.